# Чумаченко, Николас
Николас Чумаченко (27 марта 1944 — 12 декабря 2020) — скрипач, солист польского происхождения, профессор и директор Камерного оркестра Королевы Софии. В 1999 году он получил награду Merit Diploma Konex Award как один из наилучших исполнителей на смычковых инструментов того десятилетия в Аргентине.

## Биография
Чумаченко родился в Кракове, в оккупированной нацистами Польше, в семье украинских родителей, которые оставили Польшу в конце Второй мировой войны. Он вырос и начал своё музыкальное обучение в Аргентине. Чумаченко покинул Аргентину, чтобы обучаться в Соединённых Штатах в Торнтонской школе университета Южной Калифорнии у Яши Хейфеца, а позднее — в Институте Кёртиса в Филадельфии у Ефрема Цимбалиста и получил награды на международном конкурсе Чайковского и музыкальном конкурсе Королевы Елизаветы.
Чумаченко выступал как солист со многими оркестрами под руководством таких артистов, как Зубин Мета, Вольфганг Заваллиш, Петер Мааг и Рудольф Кемпе.
Чумаченко был первой скрипкой Цюрихского квартета, профессором скрипки в Высшей школе музыки Фрайбурга и был руководителем и музыкальным руководителем Камерного оркестра королевы Софии в Мадриде.

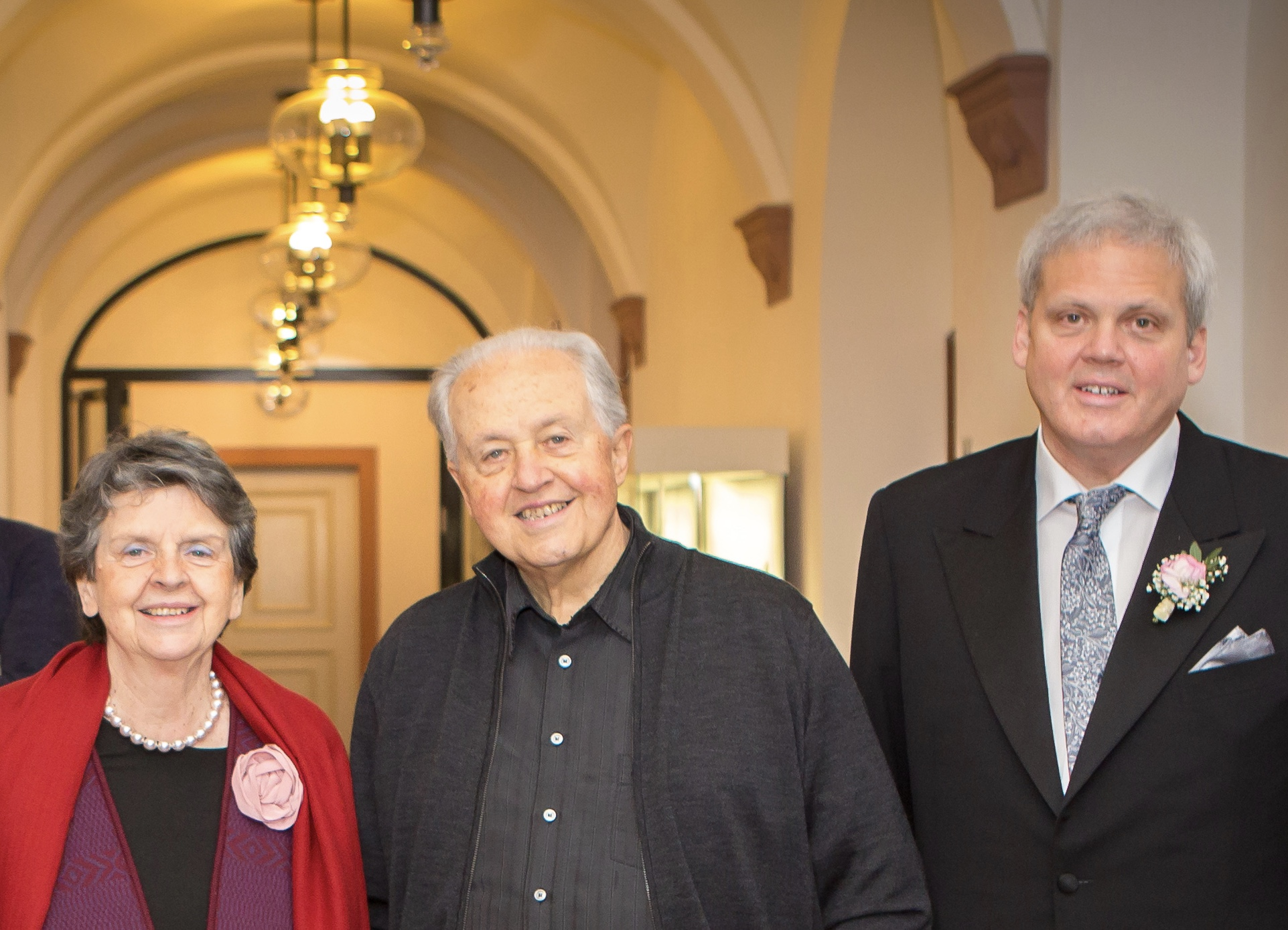
Анна (сестра), Николас и Эрик (сын) Чумаченко в Вюрцбурге, 14 февраля 2018 р.

Умер в Шальштадте, Германия.

## Семья
Его сестра Анна Чумаченко (р. 1945) является профессором скрипки в Высшей школе музыки и театра Мюнхена. Его сын Эрик Чумаченко (р. 1964) является классическим пианистом и занимает должность преподавателя в Университете Моцартеум Зальцбург.